# Auguste Texier
Pour les articles homonymes, voir Texier.
Auguste Texier est un skipper français né le 10 avril 1851 à L'Île-Saint-Denis et mort le 28 février 1936 à Argenteuil (Val-d'Oise).

## Carrière
Auguste Texier, répertorié sous le nom de Texier II dans les rapports olympiques, est le fils d'un des plus grands constructeurs de navire de l'époque et le frère cadet de François Texier.
Il participe notamment aux deux courses de classe 0-1/2 tonneau de voile aux Jeux olympiques d'été de 1900, à bord du Quand-Même, dont son frère François est propriétaire, remportant deux médailles d'argent avec son frère François Texier, Robert Linzeler et Jean-Baptiste Charcot.
Domicilié aux Mureaux, il meurt à Argenteuil (Val-d'Oise) le 28 février 1936.